# Карл, Джерри
Джерри Ли Карл-младший (англ. Jerry Lee Carl Jr., род. 17 июня 1958, Мобил, Алабама) — американский политик, представляющий Республиканскую партию. Член Палаты представителей США от первого избирательного округа Алабамы с 3 января 2021 года.

## Биография
Посещал Коммьюнити-Колледж в Лейк-Сити во Флориде, однако не окончил его и вернулся в Алабаму.
После колледжа, Карл устроился на работу в коммунальную компанию Alabama Power. Затем он работал в Burford Equipment Company и торговым представителем в разных фирмах в Мобиле. В 1989 году Карл учредил Stat Medical, фирму, торгующую медицинским оборудованием. Затем он продал её фирме Rotech Medical, но остался работать региональным менеджером. В 2003 году Карл основал управленческую группу Carl and Associates, а затем деревообрабатывающую фирму Cricket and Butterfly, LLC.
В 2012 году Карл стал членом комиссии округа Мобил: в апреле на внутрипартийных выборах республиканцев он одержал победу над инкумбентом Майком Дином и был избран на основных выборах в ноябре. В 2016 году переизбрался на новый срок, а в 2019 году стал президентом комиссии.
В 2019 году объявил об участии в выборах в Палату представителей США по первому избирательному округу Алабамы, где действующий конгрессмен Брэдли Бирн отказался от переизбрания и баллотировался в Сенат США. 3 ноября 2020 года Карл одержал победу, набрав 64,4 % голосов избирателей.